# 나나 (가수)
나나(Nana, 본명: 권나연, 2001년 3월 9일~)는 대한민국의 가수 겸 배우다.
걸 그룹 woo!ah!의 리더로서 가수로 데뷔하였고 이후 라라미디어의 웹드라마 《노빠꾸 로맨스》를 통해 배우로 데뷔했다.

## 생애

### 2001년 ~ 2020년: 생애 초기와 연습생
나나는 2001년 3월 9일 서울특별시 노원구에서 출생한 것으로 알려졌다.
고등학교 1학교 때, NV 엔터테인먼트 대표 김규상 등이 설득하여 캐스팅 된 것으로 알려져 있다.
걸 그룹 woo!ah! 데뷔 전인 2019년에 딕펑스와 조정치의 디지털 싱글 〈아무튼 치얼스〉의 뮤직 비디오에 출연하여 본명인 '나연'으로 이름을 먼저 알렸다.

### 2020년 ~ 현재:woo!ah!의 리더
2020년 5월 13일, 걸 그룹 woo!ah!의 데뷔 싱글 《EXCLAMATION》 언론 쇼케이스 무대를 통해 가수로 데뷔했다.
2020년 12월, 라라미디어의 웹드라마 《노빠꾸 로맨스》에 캐스팅 되어 배우로 데뷔했다. 첫 연기 활동임에도 불구하고 준수한 연기력을 보였다는 평가가 있다.
2022년 6월경, 7월 22일부터 공개될 웹드라마 《미미쿠스》 사전 홍보 활동으로 SBS 파워FM의 라디오 프로그램 《배성재의 텐》, 《영스트리트》 등에 조유리와 출연했다.
2022년 10월부터 12월까지 EBS에서 방영된 청소년 드라마 《네가 빠진 세계》에 주연으로 출연했다. 한편, 동일 드라마 사운드트랙에도 참여하여 10월 27일 디지털 사운드트랙 싱글을 발매했다. 이는 나나의 첫 단독 음반이기도 하다.
2023년 6월 13일부터 방영된 M.net 《퀸덤 퍼즐》에 woo!ah! 멤버 우연과 함께 출연하였다. 최종 순위에서 2위를 차지하여 프로젝트 그룹 EL7Z U+P으로 활동하게 되었다.

## 음반 목록

### 사운드트랙
| # | 음반 정보                                                          | 트랙 리스트                             |
| - | ------------------------------------------------------------------ | --------------------------------------- |
| 1 | 네가 빠진 세계 OST Part 1 - 발매일: 2022년 10월 27일 - 레이블: EBS | - 1. 미지로부터 - 2. 미지로부터 (Inst.) |

### 뮤직 비디오
| 연도 | 아티스트 | 음원                        | 비고        |
| ---- | -------- | --------------------------- | ----------- |
| 2019 | 딕펑스   | 아무튼 치얼스 (with 조정치) | 디지털 싱글 |

## 작품 목록

### 드라마
| 연도 | 방송사       | 제목               | 역할      | 비고     |
| ---- | ------------ | ------------------ | --------- | -------- |
| 2020 | 라라미디어   | 노빠꾸 로맨스      | 채보나 역 | 웹드라마 |
| 2021 | 와이낫미디어 | 일진에게 반했을 때 | 윤아라 역 | 웹드라마 |
| 2022 | 네이버 나우  | 미미쿠스           | 신다라 역 | 웹드라마 |
| 2022 | EBS          | 네가 빠진 세계     | 유제비 역 | 주연     |

### 방송
| 연도 | 날짜                 | 방송사 | 제목       | 역할        | 비고     |
| ---- | -------------------- | ------ | ---------- | ----------- | -------- |
| 2022 | 10월 3일 ~ 12월 19일 | TV조선 | 아바드림   | 드림캐처    | [ 10 ]   |
| 2023 | 2월 8일 ~ 11월 15일  | MBC M  | 쇼 챔피언  | MC          | [ 11 ]   |
| 2023 | 6월 13일 ~ 8월 15일  | M.net  | 퀸덤 퍼즐  | 경연 출연자 | 최종 2위 |
| 2023 | 9월 2일              | JTBC   | 아는형님   | 게스트      |          |
| 2024 | 6월 23일             | MBC    | 복면가왕   | 참가자      |          |
| 2024 | 7월 8일              | JTBC   | 톡파원25시 | 게스트      |          |
| 2024 | 7월 9일              | JTBC   | 한블리     | 게스트      |          |

### 참조주
1. ↑  김주희 (2022년 6월 9일). “우아 "미니 1집, 무지갯빛으로 다채롭게 채워"”. 《뉴시스》.
2. ↑  김원겸 (2021년 1월 14일). “'노빠꾸 로맨스' 이다연-나나, 다정 눈빛x볼 쓰담…웹드 요정들의 '찐워맨스' 예고”. 《스포티비뉴스》.
3. ↑  〈쁘걸, 에이핑크, 씨스타, 현아 안무 짰는데 빈털터리 된 사연〉. 《구라철》. 제12 회. 2021년 12월 17일.  9분 8초. 유튜브.
4. ↑  김용준 (2019년 4월 16일). “딕펑스X조정치 ‘아무튼 치얼스’ MV 여주 ‘역대급 비주얼’ 나연 주목”. 《브릿지경제》. 서울.
5. ↑  김진경 (2020년 5월 13일). “woo!ah '우아한 데뷔 무대'”. 《일간스포츠》.
6. ↑  원정희 (2021년 1월 20일). “'노빠꾸 로맨스' 우아 나나, 연기도 잘하는 '감탄돌' 등극”. 《인터뷰365》 (서울).
7. ↑  이은미 (2022년 6월 9일). “우아! 나나, 조유리와 '배성재의 텐' 출격…'나나운서' 개인기 매력 폭발”. 《데일리한국스포츠》 (서울).
8. ↑  강미경 (2022년 12월 24일). “'네가 빠진 세계' 우아! 나나, "절대 잊지 못할 캐릭터" 종영 소감”. 《전자신문》.
9. ↑  강보라 (2022년 10월 27일). “나나, '네가 빠진 세계' OST '미지로부터' 오늘(27알) 발매”. 《싱글리스트》.
10. ↑  “타방송은 0%대 시청률인데…‘아바드림’ 메시지 통할까”. 《뉴스엔》. 2022년 9월 27일.
11. ↑  “woo!ah!(우아!) 나나, '쇼! 챔피언' MC 발탁…새로운 매력 예고”. 《비즈엔터》 (서울). 2023년 1월 26일.